# Wyndham Portal
Portail Wyndham Raymond (9 avril 1885 - 6 mai 1949), est un homme politique britannique.

## Biographie
Fils aîné de William Wyndam Portal, 2e baronnet, et de Florence Elizabeth Mary Glyn, fille de St Leger Glyn, deuxième fils de George Glyn (1er baron Wolverton), il fait ses études au Collège d'Eton et à Christ Church, Oxford.
En 1909, il épouse Louise Rosemary Kathleen Virginia Cairns, fille unique d'Arthur Cairns (2e comte Cairns).
Il est officier dans le Hampshire Yeomanry en 1903, est promu lieutenant en 1905 et transféré au 9th Lancers plus tard la même année. Il est transféré au 1st Life Guards en tant que sous-lieutenant en 1908 et est promu lieutenant à nouveau plus tard la même année, mais quitte l'armée en 1911. Il rejoint le Hampshire Yeomanry en 1914 et sert pendant la Première Guerre mondiale. Il est promu capitaine en 1914 alors qu'il est adjudant du Royal 1st Devon Yeomanry. De retour dans les Life Guards (Réserve spéciale) en 1915, il est promu lieutenant-colonel en 1916 lorsqu'il prend le commandement du Household Battalion. En 1917, il reçoit l'Ordre du Service distingué et est nommé membre de l'Ordre royal de Victoria (MVO). Il abandonne le commandement du bataillon en 1918 et retourne au grade de capitaine, mais est bientôt promu major et attaché au Corps des mitrailleurs en tant que commandant de bataillon, toujours avec le grade de lieutenant-colonel. Il démissionne de sa commission en 1919.
De retour à la vie civile, il devient président de la société de papeterie pour billets de banque de la famille Portal à Laverstoke, Portals Limited, en 1919, qui fabrique du papier pour billets de banque pour la Banque d'Angleterre depuis 1724  et devient le directeur de la société puis le président à la mort de son père en 1931.
En 1936, il est l'un des principaux investisseurs de la General Cinema Finance Corporation de J. Arthur Rank, la société qui devient un an plus tard la société la plus importante de l'industrie cinématographique britannique, The Rank Organisation. Il devient président de la General Cinema Finance Corporation et travaille en étroite collaboration avec J. Arthur Rank pendant de nombreuses années ,.
En 1935, il est nommé président du Bacon Development Board, et en avril 1939, il est nommé commissaire régional pour le Pays de Galles dans le cadre du Civil Defence Scheme. En 1940, il est président du Coal Production Council, et il entre au gouvernement en tant que secrétaire parlementaire supplémentaire au ministère de l'Approvisionnement de 1940 à 1942, et en tant que ministre des Travaux et de la Planification de 1942 à 1944.
Après la guerre, en 1945, il devient le dernier président du Great Western Railway et Lord-lieutenant du Hampshire à partir de 1947.
En 1935, il accepte la présidence de l'Association olympique britannique et dirige ainsi l'équipe britannique aux Jeux olympiques de 1936 à Berlin. Cette expérience fait de lui le parfait président des Jeux Olympiques de 1948 à Londres,.
Portal succède comme baronnet à son père en 1931. En 1935, il est élevé à la pairie en tant que baron Portal, de Laverstoke. Il est nommé Conseiller Privé en 1942, crée vicomte Portal en 1945 et nommé Chevalier Grand-Croix de l'Ordre de Saint-Michel et Saint-Georges en 1949.
Il est remplacé comme baronnet par son oncle, Spencer Portal, 4e baronnet.